# راندي جونسون (لاعب كرة قاعدة)
راندي جونسون (بالإنجليزية: Randy Johnson)‏ هو لاعب كرة قاعدة أمريكي، ولد في 10 يونيو 1956 في إسكونديدو في الولايات المتحدة.

## وصلات خارجية
- راندي جونسون على موقع الدوري الياباني لكرة القاعدة (الإنجليزية)
- راندي جونسون على موقعبيزبول رفرنس.كوم (الدوري الرئيسي) (الإنجليزية)
- راندي جونسون على موقعبيزبول رفرنس.كوم (الدوري الثانوي) (الإنجليزية)
- راندي جونسون على موقع مشجعي الرسوم البيانية (الإنجليزية)